# Leppävaara
Leppävaara (šv. Alberga, lid. Lepuski) je část města Espoo nacházející se na východě města nedaleko hranic s Helsinkami.